# パブロ・マリン
パブロ・マリン・テハダ (Pablo Marín Tejada , 2003年7月3日 - ) は、スペイン・ラ・リオハ州ログローニョ出身のプロサッカー選手。レアル・ソシエダB所属。ポジションはMF。

## クラブ経歴
地元ログローニョのクラブチームを経て、2016年にレアル・ソシエダのカンテラに加入。2020年にCチームに昇格。2021-22シーズンにCチームで7ゴールを決めたところでBチームに昇格。
2022-23シーズンはBチームを8試合1ゴールを記録したところでトップチームに昇格。2022年10月22日のレアル・バジャドリード戦で、後半29分に久保建英との交代で起用され、ラ・リーガデビュー。しかし、試合の方は0-1で敗れた。

## 代表歴
2021年から、U-19のスペイン代表に招集されている。